# Stanisław Stec
Stanisław Stec (ur. 22 marca 1941 w Jazowsku) – polski polityk, poseł na Sejm II, III, IV, V i VI kadencji, wiceminister finansów (2001–2005).

## Życiorys
W 1981 ukończył studia na Wydziale Prawa i Administracji Uniwersytetu im. Adama Mickiewicza w Poznaniu. Od 1978 do rozwiązania należał do PZPR, do 1999 był członkiem Socjaldemokracji Rzeczypospolitej Polskiej, później przystąpił do Sojusz Lewicy Demokratycznej.
Do początku lat 90. był dyrektorem przedsiębiorstwa spółdzielni produkcji rolnej. W 1993, 1997, 2001 i 2005 uzyskiwał mandat posła na Sejm kolejnych kadencji z listy Sojusz Lewicy Demokratycznej. Od października 2001 do listopada 2005 pełnił funkcję sekretarza stanu w Ministerstwie Finansów.
W wyborach parlamentarnych w 2007 po raz piąty został posłem, kandydując z listy koalicji Lewica i Demokraci w okręgu pilskim i otrzymując 10 908 głosów. W kwietniu 2008 zasiadł w Klubie Poselskim Lewica, który we wrześniu 2010 przekształcono w KP SLD. W 2011 nie uzyskał reelekcji.
W 1998 został honorowym obywatelem Grodziska Wielkopolskiego.